# Uriménil
Uriménil är en kommun i departementet Vosges i regionen Grand Est (tidigare regionen Lorraine) i nordöstra Frankrike. Kommunen ligger i kantonen Xertigny som tillhör arrondissementet Épinal. År 2022 hade Uriménil 1 326 invånare.

## Befolkningsutveckling
Antalet invånare i kommunen Uriménil
| Referens: INSEE |